# エフレン・ナバーロ
エフレン・ナバーロ（Efren Navarro, 1986年5月14日 - ）は、アメリカ合衆国カリフォルニア州ロサンゼルス郡リンウッド出身のプロ野球選手（内野手、外野手）。左投左打。メキシカンリーグのモンクローバ・スティーラーズ所属。愛称は「ナビ」。

## 経歴

### プロ入りとエンゼルス時代
2007年のMLBドラフト50巡目（全体1450位）でロサンゼルス・エンゼルス・オブ・アナハイムから指名を受け、入団した。この年は、傘下のルーキー級2球団でプレー。パイオニアリーグのオレム・オウルズでプロデビューを果たした後に、アリゾナリーグ・エンゼルスでシーズンを終えた。
2011年、9月2日の対ミネソタ・ツインズ戦を皮切りに、MLB公式戦8試合に出場した。
2012年、シーズンを通じて、AAA級ソルトレイク・ビーズに所属した。
2013年はシーズン開幕前の3月に開催された第3回ワールド・ベースボール・クラシック（WBC）にメキシコ代表に選出された。同大会では6番（または7番）打者として3試合に出場すると、打率.444（9打数4安打）、1打点を記録した。9月には、2年ぶりにMLBへ昇格。公式戦4試合に出場した。
2014年は開幕をAAA級ソルトレイクで迎えた。昇格と降格が2度あったが、7月12日に3度目の昇格をしてからは左の代打としてメジャー定着。7月18日のシアトル・マリナーズ戦では延長16回に初のサヨナラ安打、7月26日のデトロイト・タイガース戦ではジャスティン・バーランダーからMLB初本塁打を放った。最終的に自己最多の64試合に出場して打率.245・1本塁打・14打点の成績を残した。
2015年7月29日にデビッド・デヘスース、デビッド・マーフィーのトレードによる加入に伴い、DFAとなった。31日にAAA級ソルトレイクへ配属された。その後、9月2日にロースター拡大に伴ってメジャー昇格した。最終的には54試合でプレーし、前年を上回る打率.253を記録した。守備では一塁手を守った試合数29が最多で、DRS +4・無失策と高い守備力を発揮。他には左翼手15試合、右翼手2試合を守り、どちらでも無失策、左翼手ではDRS +2を記録し、外野守備の安定度もアピールした。
2016年1月19日にアル・アルバカーキの加入に伴い、DFAとなった。

### マリナーズ傘下時代
2016年1月26日に、金銭トレードでボルチモア・オリオールズへ移籍した。2月25日にヨバニ・ガヤルドの加入に伴ってDFAとなった。2月28日に40人枠を外れる形でAAA級ノーフォーク・タイズへ降格し、同日FAとなった。3月2日にシアトル・マリナーズとマイナー契約を結び、スプリングトレーニングに合流した。3月11日に第4回WBC予選のメキシコ代表に選出され、2大会連続2度目の選出を果たした。同大会ではメキシコ代表は本戦出場を決めている。開幕後は傘下のAAA級タコマ・レイニアーズでプレー。6月29日に自由契約となった。

### メキシカンリーグ時代
2016年7月5日にメキシカンリーグのティフアナ・ブルズと契約するが、1試合に出場しただけで退団。

### カージナルス傘下時代
ティフアナを退団直後の2016年7月7日にセントルイス・カージナルスとマイナー契約を結び、傘下のAAA級メンフィス・レッドバーズへ配属された。この年はAAA級タコマ時代も含めて2球団合計で128試合に出場して打率.275・7本塁打・48打点の成績を残した。オフの10月18日に「侍ジャパン 野球オランダ代表 野球メキシコ代表 強化試合」のメキシコ代表に選出された。11月7日にFAとなった。

### タイガース時代
2017年1月10日にタイガースとマイナー契約を結び、同年のスプリングトレーニングに招待選手として参加することになった。シーズンでは開幕から8月末まで傘下のAAA級トレド・マッドヘンズでプレーし、9月1日にメジャー契約を結んでアクティブ・ロースター入りした。この年メジャーでは23試合に出場して打率.230・2本塁打・2打点の成績を残した。オフの11月3日に40人枠を外れる形でAAA級トレドへ配属された後、7日にFAとなった。

### カブス時代
2018年1月31日にシカゴ・カブスとマイナー契約を結び、スプリングトレーニングに招待選手として参加することになった。開幕は傘下のAAA級アイオワ・カブスで迎え、4月10日にメジャー契約を結んでアクティブ・ロースター入りした。しかし、5月26日にクリス・ジメネスのメジャー契約に伴ってDFAとなり、29日に再びマイナー契約となってAAA級アイオワへ配属された。AAAでは出場48試合で打率.310、4本塁打、29打点の成績を残していた。

### 阪神時代

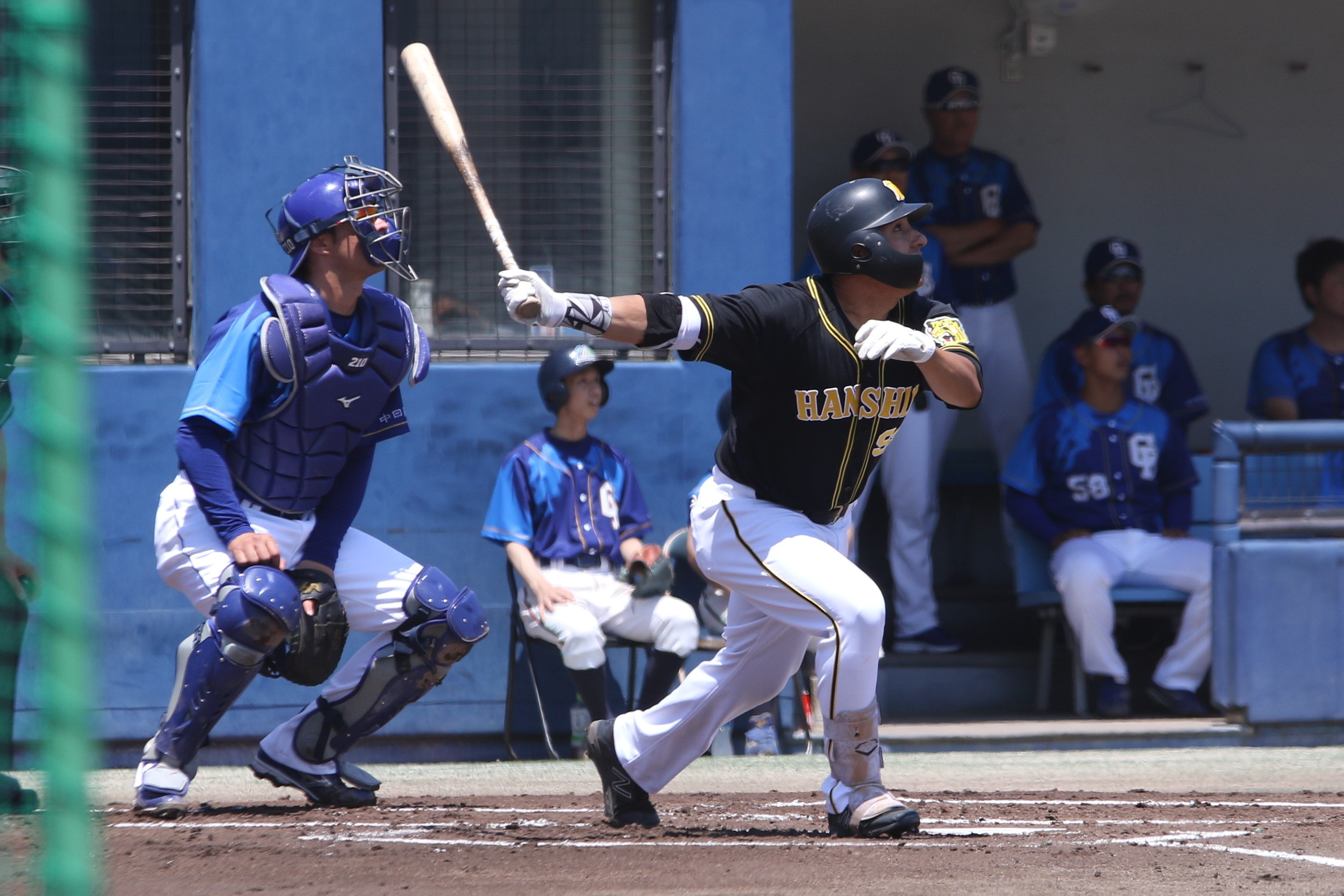
阪神時代（2019年5月25日、ナゴヤ球場にて）

2018年6月15日に、NPBの阪神タイガースと同年シーズン終了までの契約で合意したことや、ナバーロの保有権がカブスから阪神へ譲渡されたことが発表された。この年に阪神が4番打者候補として獲得したウィリン・ロサリオ内野手の打撃不振を踏まえた契約で、推定年俸は3300万円で、背番号は99。入団後は、ウエスタン・リーグ公式戦3試合の出場を経て、6月29日の対東京ヤクルトスワローズ戦（明治神宮野球場）9回表に代打で一軍公式戦にデビュー。右越適時打で初安打と初打点を記録した。以降の試合には、一塁手としての起用を中心に、左翼手や代打などでも出場。9月には、月間打率.353を記録した。レギュラーシーズン通算では、一軍公式戦66試合に出場。34試合で一塁、21試合で外野を守りながら、打率.276、3本塁打、25打点という成績を残した。シーズン終了後の11月13日に、翌2019年も阪神へ残留することを発表。
2019年は開幕戦となった3月29日の対ヤクルト戦（京セラドーム大阪）に「6番・一塁手」としてスタメン出場。NPB他球団を経ず阪神にシーズン途中入団した外国人野手がそのまま残留し、翌年の一軍公式戦に出場するのは1961年のマイク・ソロムコ以来58年ぶりの出来事だった。しかし、故障により出遅れていた新加入のジェフリー・マルテの実戦復帰に伴って、4月29日に出場選手登録を抹消された。抹消後はウエスタン・リーグ公式戦51試合に出場したが、打率.187、1本塁打、19打点と振るわず、外国人枠との兼ね合いもあってシーズン中の一軍復帰はならなかった。最終的に、一軍では15試合の出場で、打率.209、0本塁打、2打点に終わり、全日程終了前の9月28日に帰国した。オフには第2回プレミア12のメキシコ代表に選出された。アメリカ合衆国との3位決定戦（同17日）でサヨナラ適時打を放つなど、中心打者としてメキシコの3位入賞及び東京オリンピック出場決定に貢献した。その後、阪神への残留には至ることなく12月2日付でNPBから自由契約選手として公示。

### メキシカンリーグ時代
2020年2月10日にメキシカンリーグのティフアナ・ブルズと契約した。しかし、新型コロナウイルスの感染拡大の影響でシーズンが中止となったため、公式戦での出場は無かった。
2021年以降もティフアナと契約し、2021年は44試合に出場して打率.345、2022年は77試合して打率.300を記録した。
2023年5月3日に交換トレードでモンクローバ・スティーラーズに移籍した。

### 阪神タイガース駐米スカウト時代
2025年シーズンより阪神タイガースのフロントに入り、アメリカ合衆国に駐在して北米地域を担当するスカウトマンを務めることとなった。これにより現役を引退する方向であるとされている。

## 選手としての特徴・人物
左打の中距離打者で、ラインドライブの打球で外野の間を抜くシュアな打撃が持ち味。左投手を苦にせず、2018年はAAAで対左打率.400を記録した。
守備面では、一塁手の守備力が高く評価されている一方で、左翼や右翼の守備経験も持つ。
エンゼルスに入団した2007年のドラフトでは、全指名選手1453人中1450人目（50巡目）での指名を受けてプロ入り。「ここからメジャー昇格を果たしたのは奇跡に近い」とも評される。
マット・マートンとは、2017年シーズンにAAAトレドでチームメイトになった縁で親交がある。阪神への入団に際しては、「日本を楽しみながらアジャストしていけば、しっかりとやっていける」とのアドバイスを受けた。
ブランドン・レアードとは、野球メキシコ代表でのチームメイトに当たる。2017年のWBCでは、代表チームのクリーンアップを任されたレアードを上回る成績を残した。阪神入団の直後に日本ハムと対戦する直前には、日本野球への適性の高さについて、当時日本ハムに在籍していたレアードから太鼓判を押されていた。

## 詳細情報

### 年度別打撃成績
| 年 度    | 球 団    | 試 合 | 打 席 | 打 数 | 得 点 | 安 打 | 二 塁 打 | 三 塁 打 | 本 塁 打 | 塁 打 | 打 点 | 盗 塁 | 盗 塁 死 | 犠 打 | 犠 飛 | 四 球 | 敬 遠 | 死 球 | 三 振 | 併 殺 打 | 打 率 | 出 塁 率 | 長 打 率 | O P S |
| -------- | -------- | ----- | ----- | ----- | ----- | ----- | -------- | -------- | -------- | ----- | ----- | ----- | -------- | ----- | ----- | ----- | ----- | ----- | ----- | -------- | ----- | -------- | -------- | ----- |
| 2011     | LAA      | 8     | 12    | 10    | 1     | 2     | 1        | 0        | 0        | 3     | 0     | 0     | 0        | 1     | 0     | 1     | 0     | 0     | 1     | 1        | .200  | .273     | .300     | .573  |
| 2013     | LAA      | 4     | 6     | 4     | 0     | 1     | 0        | 0        | 0        | 1     | 1     | 1     | 0        | 0     | 0     | 2     | 0     | 0     | 1     | 0        | .250  | .500     | .250     | .750  |
| 2014     | LAA      | 64    | 174   | 159   | 17    | 39    | 10       | 1        | 1        | 54    | 14    | 1     | 3        | 2     | 0     | 13    | 2     | 0     | 27    | 0        | .245  | .302     | .340     | .642  |
| 2015     | LAA      | 54    | 88    | 83    | 9     | 21    | 4        | 0        | 0        | 25    | 5     | 0     | 2        | 0     | 0     | 5     | 1     | 0     | 16    | 5        | .253  | .295     | .301     | .597  |
| 2017     | DET      | 23    | 69    | 61    | 9     | 14    | 1        | 1        | 2        | 23    | 2     | 0     | 1        | 0     | 0     | 8     | 1     | 0     | 21    | 1        | .230  | .319     | .377     | .696  |
| 2018     | CHC      | 4     | 6     | 6     | 0     | 1     | 0        | 0        | 0        | 1     | 0     | 0     | 0        | 0     | 0     | 0     | 0     | 0     | 4     | 0        | .167  | .167     | .167     | .333  |
| 2018     | 阪神     | 66    | 225   | 203   | 18    | 56    | 11       | 0        | 3        | 76    | 25    | 0     | 0        | 0     | 1     | 20    | 0     | 1     | 55    | 5        | .276  | .342     | .374     | .717  |
| 2019     | 阪神     | 15    | 45    | 43    | 1     | 9     | 2        | 0        | 0        | 11    | 2     | 0     | 0        | 0     | 0     | 2     | 0     | 0     | 9     | 2        | .209  | .244     | .256     | .500  |
| MLB：6年 | MLB：6年 | 157   | 355   | 323   | 36    | 78    | 16       | 2        | 3        | 107   | 22    | 2     | 6        | 3     | 0     | 29    | 4     | 0     | 70    | 7        | .241  | .304     | .331     | .635  |
| NPB：2年 | NPB：2年 | 81    | 270   | 246   | 19    | 65    | 13       | 0        | 3        | 87    | 27    | 0     | 0        | 0     | 1     | 22    | 0     | 1     | 64    | 7        | .264  | .326     | .354     | .680  |

- 2019年度シーズン終了時

### 年度別守備成績
| 年 度 | 球 団 | 一塁（1B） | 一塁（1B） | 一塁（1B） | 一塁（1B） | 一塁（1B） | 一塁（1B） | 左翼（LF） | 左翼（LF） | 左翼（LF） | 左翼（LF） | 左翼（LF） | 左翼（LF） | 右翼（RF） | 右翼（RF） | 右翼（RF） | 右翼（RF） | 右翼（RF） | 右翼（RF） | 外野  | 外野  | 外野  | 外野  | 外野  | 外野     |
| 年 度 | 球 団 | 試 合      | 刺 殺      | 補 殺      | 失 策      | 併 殺      | 守 備 率   | 試 合      | 刺 殺      | 補 殺      | 失 策      | 併 殺      | 守 備 率   | 試 合      | 刺 殺      | 補 殺      | 失 策      | 併 殺      | 守 備 率   | 試 合 | 刺 殺 | 補 殺 | 失 策 | 併 殺 | 守 備 率 |
| ----- | ----- | ---------- | ---------- | ---------- | ---------- | ---------- | ---------- | ---------- | ---------- | ---------- | ---------- | ---------- | ---------- | ---------- | ---------- | ---------- | ---------- | ---------- | ---------- | ----- | ----- | ----- | ----- | ----- | -------- |
| 2011  | LAA   | 8          | 41         | 0          | 0          | 2          | 1.000      | -          | -          | -          | -          | -          | -          | -          | -          | -          | -          | -          | -          | -     | -     | -     | -     | -     | -        |
| 2013  | LAA   | 2          | 7          | 2          | 0          | 2          | 1.000      | -          | -          | -          | -          | -          | -          | -          | -          | -          | -          | -          | -          | -     | -     | -     | -     | -     | -        |
| 2014  | LAA   | 28         | 124        | 8          | 1          | 10         | .992       | 23         | 41         | 1          | 1          | 0          | .977       | 6          | 11         | 1          | 0          | 0          | 1.000      | -     | -     | -     | -     | -     | -        |
| 2015  | LAA   | 29         | 113        | 5          | 0          | 7          | 1.000      | 15         | 20         | 1          | 0          | 0          | 1.000      | 3          | 2          | 0          | 0          | 0          | 1.000      | -     | -     | -     | -     | -     | -        |
| 2017  | DET   | 20         | 114        | 8          | 0          | 12         | 1.000      | -          | -          | -          | -          | -          | -          | -          | -          | -          | -          | -          | -          | -     | -     | -     | -     | -     | -        |
| 2018  | 阪神  | 34         | 254        | 29         | 2          | 21         | .993       | -          | -          | -          | -          | -          | -          | -          | -          | -          | -          | -          | -          | 21    | 34    | 0     | 2     | 0     | .944     |
| 2019  | 阪神  | 11         | 96         | 5          | 0          | 11         | 1.000      | -          | -          | -          | -          | -          | -          | -          | -          | -          | -          | -          | -          | -     | -     | -     | -     | -     | -        |
| MLB   | MLB   | 89         | 407        | 23         | 1          | 34         | .998       | 38         | 61         | 2          | 1          | 0          | .984       | 9          | 13         | 1          | 0          | 0          | 1.000      | -     | -     | -     | -     | -     | -        |
| NPB   | NPB   | 45         | 350        | 34         | 2          | 32         | .995       | -          | -          | -          | -          | -          | -          | -          | -          | -          | -          | -          | -          | 21    | 34    | 0     | 2     | 0     | .944     |

- 2019年度シーズン終了時

### 記録
NPB初記録
- 初出場：2018年6月29日、対東京ヤクルトスワローズ7回戦（明治神宮野球場）、9回表に能見篤史の代打で出場[23]
- 初打席・初安打・初打点：同上、9回表に石山泰稚から右越適時打[23]
- 初先発出場：2018年7月1日、対東京ヤクルトスワローズ9回戦（明治神宮野球場）、3番・左翼手で先発出場
- 初本塁打：2018年7月22日、対横浜DeNAベイスターズ14回戦（横浜スタジアム）、2回表に今永昇太から右越先制ソロ

### 背番号
- 19（2011年、2014年 - 2015年途中）
- 68（2013年、2013年WBC）
- 39（2015年途中 - 同年終了）
- 74（2017年）
- 50（2018年 - 同年途中）
- 99（2018年途中 - 2019年）
  - 24（2017年WBC、2019年プレミア12、2021年東京オリンピック）

### 登場曲
- 「Legend」 - The Score（英語版）（2018年）
- 「Body」 - Loud Luxury（英語版）（2019年）

### 代表歴
- 2013 ワールド・ベースボール・クラシック・メキシコ代表
- 2017 ワールド・ベースボール・クラシック予選 メキシコ代表
- 2017 ワールド・ベースボール・クラシック・メキシコ代表
- 2019 WBSCプレミア12 メキシコ代表
- 2020年オリンピック野球メキシコ代表